# Атике-султан (дочь Ибрагима I)
Атике́-султа́н (тур. Atike Sultan), также Атие́-султа́н (тур. Atiye Sultan) или Атийе́-султа́н (тур. Atiyye Sultan; после 1642, Стамбул — между 1666 и 1693, там же) — дочь османского султана Ибрагима I и Турхан-султан.

## Биография
Атике-султан родилась в Стамбуле и была дочерью османского султана Ибрагима I. Матерью девочки турецкий историк Недждет Сакаоглу и османист Энтони Олдерсон называли главную  хасеки султана Турхан-султан. Дата рождения Атике неизвестна. У неё был по меньшей мере один полнородный брат — будущий султан Мехмед IV; османский историк Сюрея Мехмед-бей отмечал, что Мехмед IV, родившийся в 1642 году, был старше Атике. Вероятно, полнородными сёстрами Атике-султан были Гевхерхан-султан и Бейхан-султан: Недждет Сакаоглу в разделе о фаворитке Мехмеда IV Эметуллах Гюльнуш-султан в своей книге Bu mülkün kadın sultanları называл их дочерьми султана Ибрагима от Турхан-султан.
Энтони Олдерсон указал первым мужем султанши Джафера-пашу, за которого Атике была выдана замуж в 1647 году. Однако ни Недждет Сакаоглу, ни Сюрея Мехмед-бей не указывали Джафера-пашу среди мужей Атике-султан. В 1648 году Атике-султан была выдана замуж за будущего каптан-ы дерью Сары Кенана-пашу, который был казнён 17 февраля 1659 года. В том же году Атике-султан вышла замуж за анатолийского мюфеттиши (ревизора) Мостарлы Исмаила-пашу. В апреле 1666 года Атике-султан вновь овдовела. Энтони Олдерсон отмечал, что, возможно, часть или все эти браки так и не были заключены, но являлись помолвками, которые разрывались по каким-то причинам. Кроме того, Олдерсон указал, что ни один брак Атике-султан не был консуммирован, а сама она умерла девственницей.
После смерти Мостарлы Исмаила-паши следы Атике-султан теряются. Известно, что она умерла молодой и случилось это в Стамбуле в правление её брата Мехмеда IV. Место погребения Атике-султан также неизвестно.
Еремия Челеби Кёмюрджян писал, что Атике-султан принадлежал дворец в Кандилли.